# دوکول
دوکول (انگلیسی: Ducol) یا فولاد دی نام یک دسته از فولادهای با استحکام بالا و کم آلیاژ است که اولین بار در اوایل دهه سوم قرن بیستم میلادی توسط یک شرکت اسکاتلندی (David Colville & Sons) ساخته و پرداخته شد.
کاربردهای آن شامل ساخت بدنه ضدآب کشتی جنگی و زره پوش کردن و ساختن پل و لوله‌های فشاری مثل دیگ بخار لوکوموتیو و رآکتورهای اتمی می‌شود.

## تاریخچه
دوکول اصلی یا فولاد دی یک فولاد منگنز-سیلیکون است. یک مدل سخت شده از فولادی که برای ساخت و ساز تأیید شده‌است که توسط David Colville & Sons دقیقاً بعد از جنگ جهانی اول توسعه داده شد.
این فلز یک مدل بهبود یافته از فولاد بریتیش ادمیرالتی (کشش بالا) است که مخصوص ساخت کشتی و مهمات سبک در اواخر جنگ جهانی اول بود. این فولاد یک فولاد کربنی بود با مقادیر کمی نیکل که به آن اجازه می‌داد که بدون ترک خوردن بیشتر سخت شود.
فولادهای خارجی مشابه نیز مثل فولاد (نیکل درصد کم) و فولاد کشش بالای آمریکایی همگی آلیاژهای پیچیده‌تری بودند که دارای کروم، وانادیوم و مولیبدن بودند.
تا حدود ۱۹۴۵ دوکول اکثراً شامل منگنز و سیلیکون به عنوان عناصر آلیاژی بود. درجه‌های جوشکاری پذیر اخیر آن مثل (دوکول W21, W25, W30 و سطح آ و بی) شامل مقادیر متغیری از نیکل، کروم، مس، مولیبدن و وانادیوم هستند.

## قابلیت جوشکاری
اگرچه درجه‌های تازه دوکول یک واژه جوشکاری پذیر همراه خود دارند این الزاماً به این معنا نیست که راحت جوش داده می‌شوند.
یک گزارش که از سال ۱۹۷۰ از یک انفجار در یک سیلندر ساخته شده از دوکول ۳۰ موجود است در آن یافت شد که شکنندگی محل تحت گرما در جوشکاری رخ می‌دهد اگر و تنها اگر گرما دادن بعد از جوشکاری در یک دمای بهینه انجام شود. (۶۷۵ درجه سلسیوس)
لازم است ذکر شود محصول اصلی از سال ۱۹۲۰ همچنین قابل جوشکاری بود اما با نتیجه‌های مشکوک. نیروی دریایی سلطنتی ژاپن تعدادی کشتی جنگی بزرگ که همه با استفاده ازجوشکاری قسمت‌های دوکول سازه ساخته شده بود داشت که این موضوع با مشکلات زیادی همراه شد.

## کاربردها

### کشتی‌ها
دوکول در قسمت‌های بیرونی کشتی‌ها و همچنین مهمات سبک در کشتی‌های جنگی چند کشور مثل نیروی دریایی بریتانیا، ژاپن و ایتالیا استفاده می‌شد. بعد از جنگ جهانی دوم بیشترین درجه استفاده فولاد برای ساخت و ساز کشتی‌های تجاری بر اساس این نوع فولاد بود.

#### نیروی دریایی سلطنتی
فولاد دوکول در HMS Nelson و HMS Rodney (1927) استفاده شد تا مقداری وزن کشتی‌ها کم‌تر باشد یا همین‌طور می‌تواند به دلیل صدمه اولیه به ساختار هم هنگامی که اسلحه‌های بزرگ شلیک می‌شدند باشد.
این فلز در سیستم ضد اژدر بریتانیا هم برای طراحی آخرین ناو جنگی آن‌ها استفاده شد. بدنه شناور داخلی و پوشش اژدرها و سکوی داخلی همگی از دوکول ساخته شده بودند.
بیشتر بخش‌هایی که در کشتی King George V-class battleships وزن را تحمل می‌کردند مثل سکوی آب و هوا و دیوارپوش‌ها هم از دوکول ساخته شده بودند.
مدل‌های دیگری از مهمات استفاده شده در کشتی‌های نیروی دریایی:
HTS فولاد با کشش بالا
STS فولاد خاص یا مهمات همگن

#### نیروی دریایی سلطنتی ژاپن

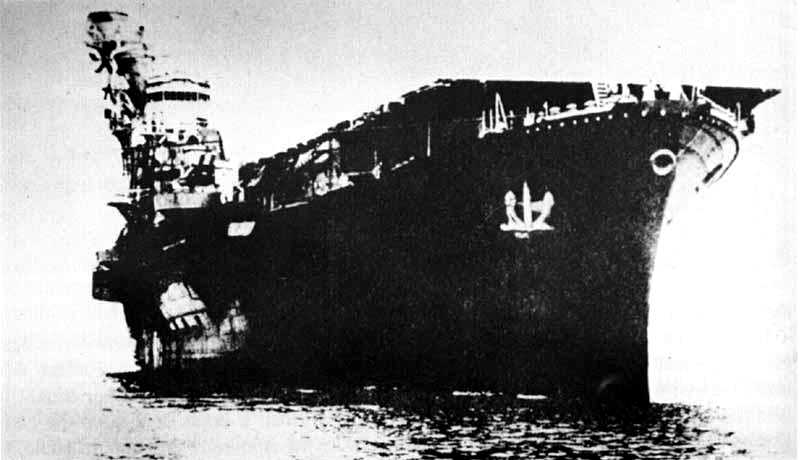
Hiyō در anchor

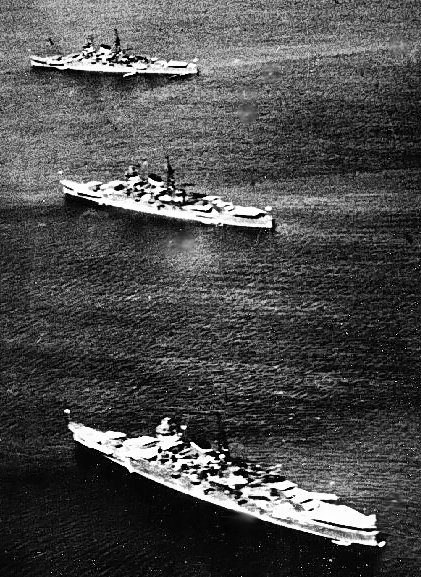
سه عدد از چهار رزمناو کلاس موگامی اسکادران هفتم

نیروی دریایی سلطنتی ژاپن زیر نظر کارخانه فولاد در Muroran, Hokkaidō ژاپن بسیار از دوکول استفاده کرد. این کارخانه با کمک و سرمایه‌گذاری Vickers و Mitsui شروع به کار کرد.
کشتی Mogami-class cruisers در درجه اول با یک پوشش دیواری که تماماً با دوکول جوشکاری شده بود طراحی شده بود که بعداً به بدنه اصلی شناور هم جوش داده شد. مشکلات ایجاد شده در نتیجه کار که از جوشکاری الکتریکی در بخش‌های شدنه کشتی ناشی می‌شد بعدها به از دست رفتن شکل بدنه منجر شد. که آن‌ها بازسازی شدند و بقیه دوباره طراحی شدند.
تمامی کشتی‌ها و کلاس‌هایی که در لیست زیر ذکر شده‌اند (لیست کامل نیست) از دوکول در پوشش دیواره‌ها استفاده کرده‌اند:
1. Japanese aircraft carrier Kaga (1928)
2. Japanese cruiser Takao
3. Mogami-class cruisers (x2, 1931), (x2 1933-34)
4. Nagato-class battleships x2, (1920, upgraded 1934-36)
5. Japanese aircraft carrier Shōkaku[۶]
6. Japanese battleship Yamato (1940)
7. Japanese battleship Musashi (1940)
8. Japanese aircraft carrier Hiyō (۱۹۴۱)
9. Japanese cruiser Oyodo (1941)
10. Agano-class cruisers x4, (1941-44)
11. Japanese aircraft carrier Shinano (1944)

### پل‌ها

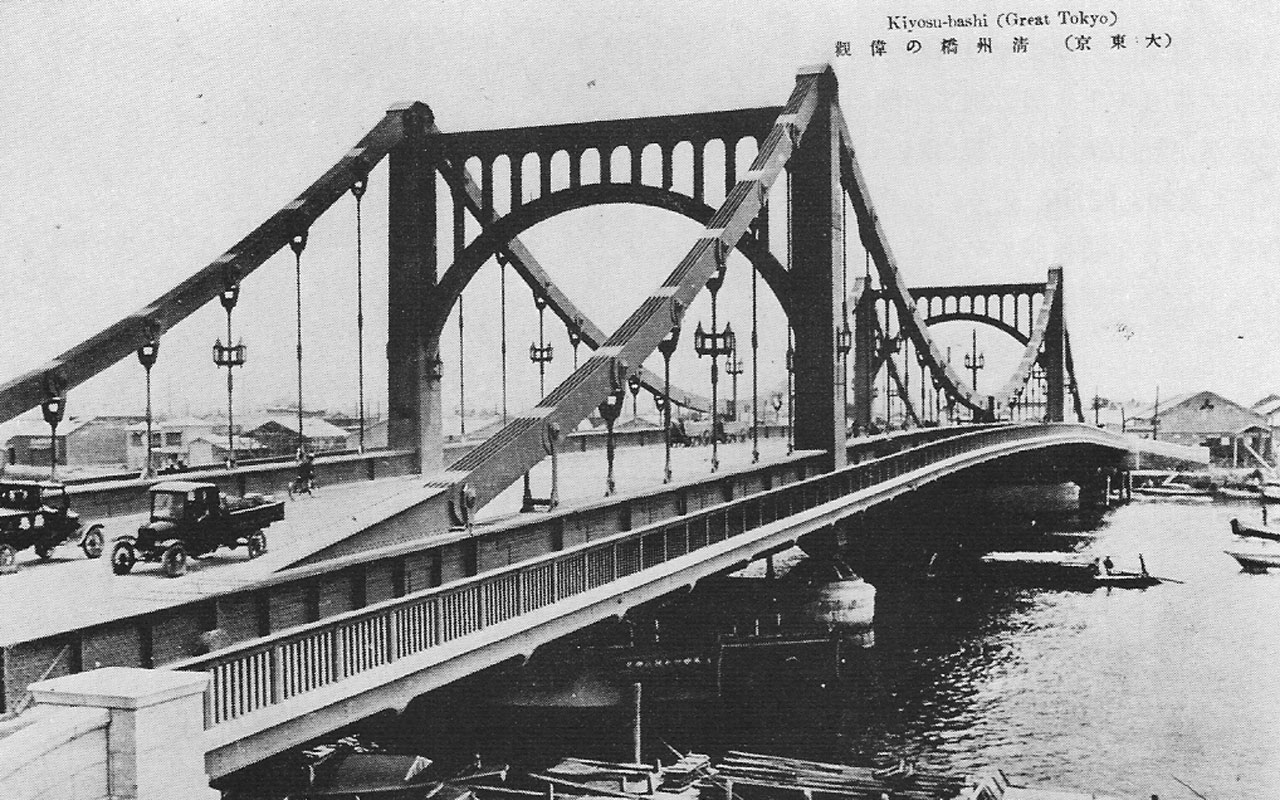
پل معلق کیوسوباشی

پل‌های ایتاباشی ۱۹۲۶ و کیوسوباشی که روی رود سومیدا در توکیو ساخته شده بودند به نظر می‌رسد از اولین پل‌های ساخته شده از دوکول باشند.
این پل‌ها توسط Kawasaki Dockyard Co برای پر کردن گذرگاهی که در زلزله بزرگ کانتو سال ۱۹۲۳ خراب شده بود؛ ساخته شدند. دوکول با کشش بالا در قسمت‌های زیری پل ایتاباشی و در قسمت‌های بالای کابل‌های کیوسوباشی استفاده شد.

#### پل چلسی

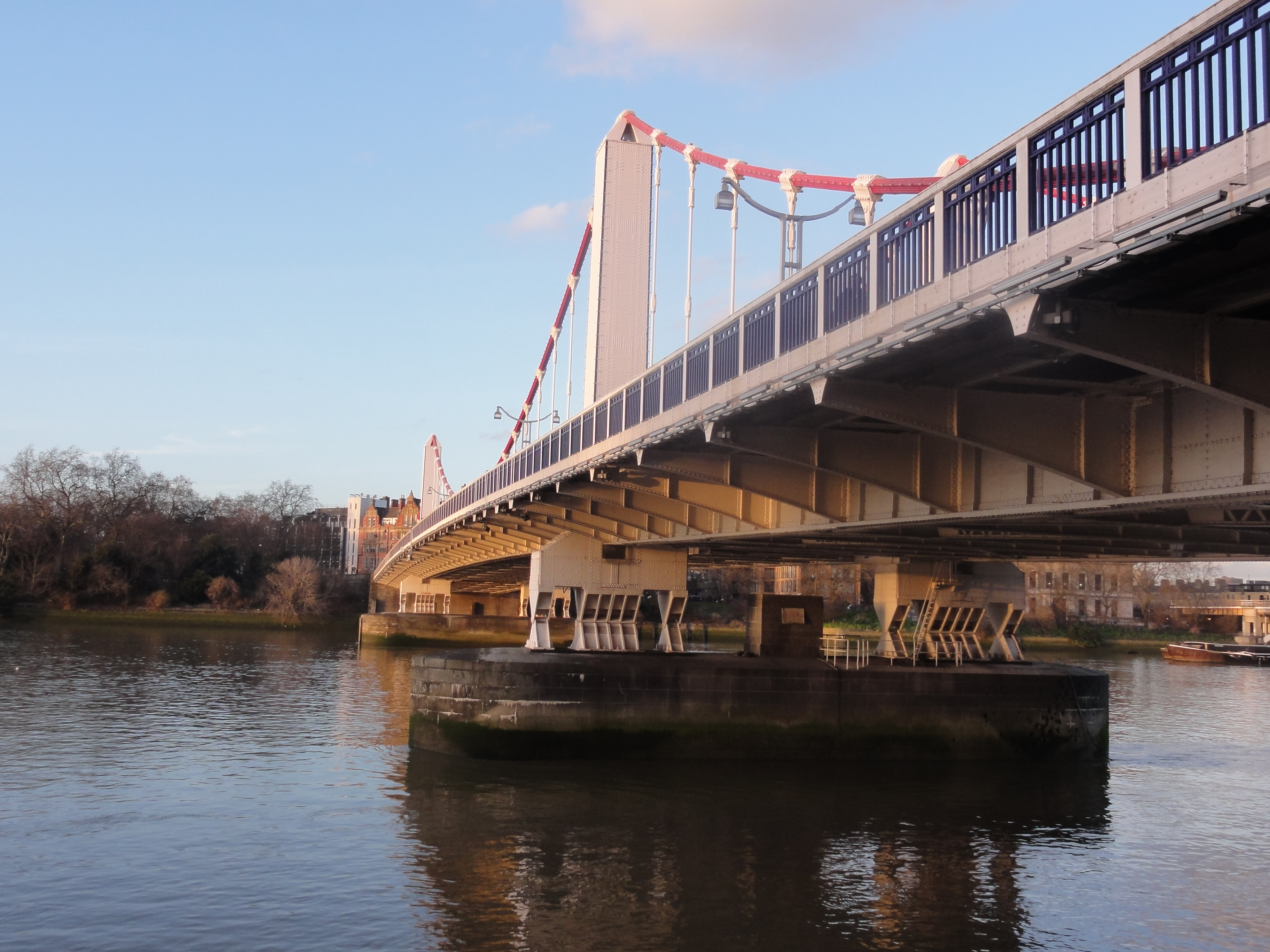
پل چلسی از پایین

دوکول همچنین در ساختن و سفت کردن تیرهای پل چلسی (۱۹۳۴–۱۹۳۷) استفاده شد. مقدار کمی مس هم به مخلوط اضافه شد که مقاومت در برابر خوردگی را افزایش دهد.

## حادثه‌ها
تعدادی از مخازن تحت فشار و دیگ‌های بخاری که با دوکول یا جنس‌های مشابه ساخته شده بودند شکست خوردند. این شکست‌ها همگی بخاطر ساخت اشتباه یا امتحان کردن مخزن به جای خود فولاد قبل از مصرف است.

### سایزول ای

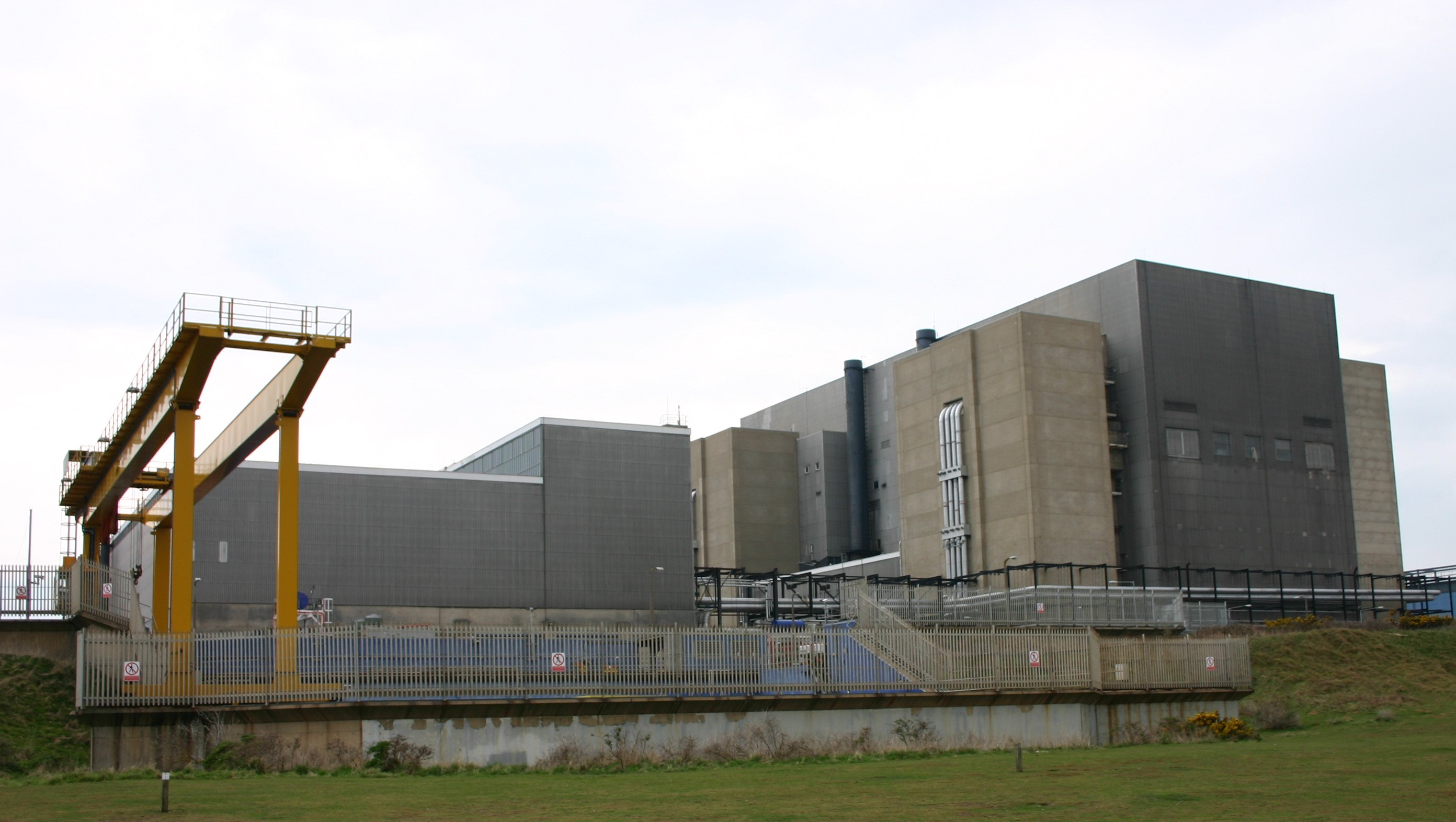
نیروگاه هسته ای Sizewell 'A'

شکست دیگ بخار سایزول ای در تست هیدرواستاتیک ماه می سال ۱۹۶۳.
دیگ بخار ۱۸٫۹ متر طول و ۶٫۹ متر قطر داشت و با ورقه‌های ۵۷ میلیمتری یک فولاد کم آلیاژ ساخته شده بود که با خصوصیات BW87A مطابقت داشت (مثل دوکول دابلیو ۳۰ البته با کربن کمتر) همچنین دارای ۰٫۱ کربن، ۱٫۴ منگنز، ۰٫۵ کروم و ۰٫۲۵ مولیبدن و ۰٫۲ نیکل و ۰٫۱ وانادیوم. دلیل این شکست به توانایی تحمل ضربه مربوط می‌شود وقتی که گوه‌های چوبی‌ای که لوله روی آن‌ها بودند در امتحان هیدرواستاتیک به‌طور ناگهانی از جا دررفتند.

### مخزن فشار جان تامسون
در دسامبر سال ۱۹۶۵ یک دیگ بخار از جنس دوکول توسط جان تامسون در حال ساخته شدن بود برای کارخانه تولید آمونیاک ای سی ای. این دیگ در حال تست فشار بود بعد از گرما دادن که منفجر شد. و یکی از گوه‌ها به جرم ۲ تن را از وسط دیوار کارگاه ۵۰ متر آن طرف تر انداخت.